# Henrik Larsen
Henrik Larsen (Lyngby, 17 mei 1966) is een voormalig voetballer uit Denemarken, die speelde als middenvelder. Hij beëindigde zijn loopbaan in 1998 bij de Deense club FC Kopenhagen, waarna hij het trainersvak instapte. Inmiddels is hij vertegenwoordiger bij een drankenimporteur en woont in Kastrup.

## Clubcarrière
Larsen, bijgenaamd Store Larsen ("Grote Larsen"), begon zijn loopbaan bij Hellerup IK (Denemarken). Hij speelde voorts voor Lyngby BK (Denemarken), Pisa (Italië), Aston Villa (Engeland), Waldhof Mannheim (Duitsland) en FC Kopenhagen (Denemarken).

## Interlandcarrière
Larsen speelde in totaal 39 officiële interlands voor Denemarken. Onder leiding van de Duitse bondscoach Sepp Piontek maakte hij zijn debuut op 8 februari 1989 in de vriendschappelijke wedstrijd tegen Malta (0-2), net als Bent Christensen (Brøndby IF), Hans Erfurt (Silkeborg IF) en Johnny Mølby (Vejle BK). Larsen nam in dat duel het tweede doelpunt voor zijn rekening. Indruk maakte hij vooral bij het EK voetbal 1992, toen hij in de halve finale tegen Nederland (2-2) tweemaal scoorde voor de Denen, die uiteindelijk wonnen na strafschoppen. In de finale versloeg de ploeg vervolgens regerend wereldkampioen Duitsland (2-0).

## Erelijst
Lyngby BK
- Deens landskampioenschap

1992
- Beker van Denemarken

1990
 FC Kopenhagen
- Beker van Denemarken

1997
 Denemarken
- Europees kampioenschap

1992